# Оруженосец Кашка
«Оруженосец Кашка» — повесть Владислава Крапивина, написанная в 1965 году. Впервые напечатана в журнале «Пионер» в 1966 году, в том же году отдельное издание вышло в Свердловске, а тремя годами позже — в московском издательстве «Детская литература». Действие разворачивается в пионерском лагере, где проходит рыцарский турнир по стрельбе из лука. В центре повести – дружба между тринадцатилетним Володей, «рыцарем фиолетовых стрел», и его восьмилетним «оруженосцем» Кашкой. Бескорыстный и самоотверженный Кашка —  романтическая натура, у него есть тайная страна чудес, где живут его друзья «челотяпики»: Лётчик из сломанного самолётика, Шишан из еловой шишки, оловянный Мотоциклист, Капитан из спичек и поплавка, маленькая Матрёшка и деревянный Альпинист. 
Повесть относится к произведениям писателя 1965—1967 годов, в которых создается и закрепляется канонический типаж героя-протагониста, впоследствии получивший название «крапивинские мальчики». По оценке кандидата филологических наук Н. Северовой, автор представил два типа героев: Воин и Сказочник, Герой и Поэт. Повесть неоднократно переиздавалось, а также печаталась в Польше, Чехословакии и ГДР.

## Создание и публикации

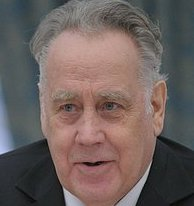
Владислав Крапивин

Повесть была написана летом 1965 года под впечатлением от июльской поездки в пионерский лагерь «Искорка» (район Сысерти) и в 1966 году напечатана в журнале «Пионер» с иллюстрациями Е. Медведева, в том же году вышло книжное издание в Свердловске (Средне-Уральское книжное издательство, тираж 50 000 экземпляров), а в 1969 году состоялась публикация в Москве, в издательстве «Детская литература» (тираж 100 000 экземпляров). В 1971 году повесть была включена в 3 том серии «Библиотека пионера» (тираж 200 000 экземпляров). Впоследствии повесть неоднократно переиздавалась и печаталась в Польше, Чехословакии и ГДР.

## Сюжет
Действие разворачивается в пионерском лагере «Синие камни». Герои повести — тринадцатилетний Володя, «рыцарь фиолетовых стрел», и его смелый оруженосец, восьмилетний Кашка. Повесть начинается с того, что вожатой Серафиме снится сон о дятле, который сидит на стволе сосны; стукнув клювом букашку, птица снисходительно смотрит на девушку своим «чёрным блестящим зрачком». Проснувшись, Серафима видит, что в окно влетела стрела. Руководство лагеря, по предложению вожатого Сергея Привалова, решает провести рыцарский турнир лучников, чтобы направить увлечение ребят стрельбой из самодельных луков в безопасное русло. Увлечение стало очередной «волной», после изготовления шляп из лопухов, игр в «привидения» в простынях, запуска «ракет». Участники турнира должны два дня жить в палатках на лесной поляне. Меткий стрелок Володя Новосёлов, прошедший отборочное соревнование, получает в качестве оруженосца Аркашку, неприметного мальчика, чьей фамилии точно не знают: Голубков, Голубев или Голубкин. Его все называют просто Кашкой, полное имя трудно произносить. Володе не нравится оруженосец, он раздражён и не хочет отвечать за «малявку», возиться с ним, быть для него нянькой. Володя прилагает все усилия, чтобы «отвязаться» от мальчика, он даже готов обменять Кашку, за что его называют «работорговцем». «Рыцарю» симпатизирует девочка Райка, которая тоже хорошо стреляет. Володя поручает Кашке раскрасить стрелы для яркости, но оруженосец не справляется: вместо быстро сохнущего корабельного сурика он использует масляную краску. 
За год до поездки в лагерь Кашка придумал Кашкину Страну, где среди тайн и чудес жили «челотяпики» (его «друзья»): Лётчик из сломанного самолётика, Шишан из еловой шишки, оловянный Мотоциклист, Капитан из спичек и поплавка и маленькая Матрёшка. Из-за болезни отца родители оставляют маленького Кашку в деревне с бабушкой Лизой, хмурой и неразговорчивой. Чтобы заработать на игрушечный кораблик, Кашка собирается продать ягоды на станции, но в итоге раздает их задаром: сначала отдаёт ягоды людям, которые кажутся ему лётчиками, в другой раз — «веселым добрым людям с хорошими песнями», морякам, которые в поезде поют песню со словами «спи, пока не гаснут маяки...». Местные мальчишки считают его странным. Баба Лиза хочет в наказание запереть Кашку в сарае, но его выручает соседский подросток Пимыч, который говорит, что Кашка ни с кого денег не брал. Кашка продолжает раздавать ягоды на перроне, говоря, что просто встречает людей, «своих пассажиров». Однажды в лесу около станции он знакомится с Костей, который исследует ледники на Памире. Костя дарит мальчику вырезанного из дерева маленького Альпиниста, который становится шестым челотяпиком.
Володя вспоминает, как родители отправили его на лето в Белый Ключ, где он познакомился с эмоциональной девочкой Надей. Сначала их общение не складывалось, местные ребята даже хотели его побить за то, что он её задевал. Драки не произошло, Володя показал мальчишкам своё умение стрелять из рогатки. На прощание Надежда пригласила его приехать, а осенью написала письмо, но на следующее лето Володе пришлось поехать в пионерский лагерь. 
На турнире Володя близок к проигрышу. Райка должна победить, но нарочно промахивается по мишени, чтобы он победил: Володя в итоге набирает девять очков, девочка – восемь. Кашка привязывается к Володе и ходит за ним «как тень». Володя хочет его прогнать, но передумывает и узнает историю про Костю и игрушечного Альпиниста, своего «друга», с которым Кашка играет. Вместе они делают сосновую тросточку и обжигают её в костре. Володя заботится о Кашке: чинит ему штаны, прогоняет попрошайку и жадину Генку Молоканова, когда тот хочет забрать Альпиниста «для коллекции». Кашка пытается защитить Володю от большой злобной собаки в лесу, он не убегает, а ведёт себя храбро. После этого случая Володя изменяет своё отношение. 
Кашка счастлив и приглашает Володю в гости после окончания смены. Малыш сочиняет стихи про костёр и пишет маме письмо про «друка Валодю», с которым они собирают ягоды. Торопясь отправить письмо, он убегает на почту, где ему предлагают отнести несколько писем в лагерь (мальчику не хватает денег на конверт). Вернувшись, Кашка дерется с другим мальчиком, который играл с его челотяпиком. Серафима отчитывает Кашку за уход без разрешения; Володя вступается за малыша, Райка обрабатывает его ссадины. Володя не против съездить в гости к Кашке на пару дней, но тут приходит письмо от Надежды, которая пишет, что заедет на три дня в его город. Володя разрывается между девочкой и оруженосцем и говорит Кашке, что никак не может к нему поехать. Они прощаются, Володя отдает Кашке узорчатую тросточку. Кашка должен ехать на автобусе, а Володя с Райкой и другими на грузовике; в последний момент Володя принимает решение (Райка, видя, что он делает, всё понимает) поехать с Кашкой и запрыгивает в автобус. Он видит, что Генка Молоканов успел «выманить» у Кашки подаренную тросточку.

## Анализ и оценки
Журналист С. Марченко в рецензии (газета «На смену!») на первое книжное издание посчитала главным в повести стремительное и простое действие (а не приключения); книга затрагивает важный вопрос о том, когда и как начинается становление личности. По её мнению, при чтении очень интересно узнать, что случится дальше, книга «намагничивает», хотя не «завораживает», в ней нет интриги. Тайная страна Кашки связывается с темой привязанности к друзьям, это страна искренности и правильности; сам герой представляет собой нечто вроде индикатора отношения Володи к людям. Марченко отметила увлекательное «созидание» дружбы, борьбу за неё, которую начинает Кашка: его тяга к Володе не случайна, поскольку он разбирается в людях, сразу видит «честность и прямоту», хотя по натуре самолюбив; у мальчика «большое, мужественное сердце». Кашка способен дарить людям всё, что у него есть, он готов приносить другим пользу, быть нужным; окружающие это замечают и дарят ему в ответ фигурку Альпиниста, песню или тросточку. Критик усмотрела в повести одну натяжку: ненужный диалог между героями после опасной встречи с собакой, в котором Володя монотонно допрашивает Кашку, почему тот остался (это и так очевидно). Счастливый финал, по мнению Марченко, логичен, поскольку Володя уже не может потерять Кашку.
Литературовед и литературный критик Г. Красухин (журнал «Дон») обнаружил в повести «камуфляж», замаскированное «сюсюканье с ребёнком», позерство. Критик отметил в «сусальной истории» композиционную асимметрию. По его мнению, повесть ничем не выделяется в детской литературе, а следует литературному направлению, связанному с фильмом «Человек идёт за солнцем», в котором неудачно пытались передать детское мировосприятие. Поведение Кашки, как и ребенка в фильме, критик расценивал как позирование – герой будто знал, что за ним наблюдают. Красухин оценивал Кашку как «ослепительно» положительного героя, который торопливо раскрывает свои тайны всем окружающим и читателю. По мнению критика, в отличие от фильма, повесть рассчитана на детского читателя и для целей воспитания не подходит. Литературовед посчитал, что произведение перекликается с повестью Л. Воронковой «Гуси-лебеди», и отдал предпочтение последней. Красухин полагал, что задержка действия в качестве приема в повести является авторским произволом и влечет позерство, психологическую недостоверность: ребёнок не изучает вещи неторопливо и внимательно, как это делают взрослые (когда, например, смотрят картины в галерее). Подобное позёрство сочетается с чрезмерной авторской восторженностью, своеобразным заигрыванием со своим героем. 
Писатель С. Баруздин в рецензии («Литературная Россия») положительно оценил повесть, начиная с «блистательного» эпизода со сном Серафимы. По мнению критика, это произведение о радостях и заботах в современной жизни ребят; автор показывает, что взрослые при воспитании иногда используют демагогию или специальные мероприятия вместо того, чтобы действительно заниматься детьми. Рецензент обратил внимание на точность и тонкость того, как показаны образы детей (Володя и Кашка) и взрослых (например, «рассудительной» вожатой Серафимы или вожатого Сергея Привалова), которые не излечились от «детских болячек»: автор описывает «взрослые несерьёзности» с «детской непосредственностью, с улыбкой», с юмором. Так, фраза Привалова «Я серьёзен, как надгробие» свидетельствует о том, что Крапивин следует лучшим образцам отечественной «плутовской» литературы, привнося в эту традицию что-то своё. Баруздин отметил мастерство автора в достоверном изображении множества смешных и внезапных событий. Критик заключил, что повесть, как и другие произведения Крапивина, продолжала гайдаровскую традицию, в которую писатель добавлял собственное представление о воспитании гражданина, «свой талант, стиль, манеру письма». Поэтесса Э. Бояршинова (газета «Уральский рабочий») отметила «большую поэтичность» и «психологическую глубину» в изображении внутреннего мира Кашки. Литературный критик  Н. Кузин характеризовал Кашку как мечтателя, а обоих друзей как одухотворённых. С точки зрения критика, крепкая дружба следует из общности характеров: Кашку и Володю объединяют нравственные оценки поведения людей, хороших и плохих. 
Писательница и литературный критик В. Смирнова писала, что, помимо самого турнира, в повести происходит своего рода поединок между Володей и Кашкой, показанный автором «тонко, с юмором и с большим сочувствием» к героям. Смирнова считала правильным авторское решение темы дружбы, связанной с ответственностью старшего перед младшим. В описании дружбы критик отмечала «правдивость и ясность», верность с психологической точки зрения, жизненность характеров. У Володи впервые возникает чувство заботы или покровительства по отношению к маленькому оруженосцу, образ которого получился «интеллектуально и эмоционально» нагруженным. В то же время, по мнению Смирновой, образ Володи оказался недостаточно разработанным, обеднённым, поскольку осталось неясным, какие его качества, кроме умения стрелять из лука, привлекли Кашку. Критик считала, что  Крапивин делает акцент на нравственных проблемах, на этических переживаниях (которые, по словам критика, преподносятся как нечто «таинственное», что привносит романтические мотивы). Тем не менее, по мнению Смирновой, писателю недостает социального охвата и контекста, «революционной направленности», несмотря на близость к А. Гайдару: «бездумная и беспечная» жизнь в пионерском лагере связана с играми и развлечениями (включая турнир) и не помогает детям осмыслять современную жизнь, расширять кругозор — этого не может сделать вожатый Сергей Привалов, несмотря на его ум и чуткость. 
Литературный критик И. Мотяшов отметил (послесловие к сборнику в серии «Библиотека пионера»), что повесть о на первый взгляд неприметном и обычном человеке оказалось необычной. В конце концов выяснилось, что «маленький, тщедушный» Кашка вовсе не «серенький»: ему удаётся шаг за шагом приобретать «больших и сильных» друзей, от строгой бабушки Лизы и местного забияки Пимыча до исследователя ледников Кости и Володи Новосёлова. Как писал Мотяшов, трудный и драматичный путь к дружбе между Кашкой и Володей сделал дружбу крепкой, хотя Кашка – «малявка», а Володя намного его старше. По мнению критика, обаяние Кашки заключается в его бескорыстии и самоотверженности,  свойственной ему «верности и принципиальности в дружбе». Как полагал Мотяшов, повесть отличается от других произведений о дружбе: для Крапивина дружба описывается как то, что делает людей «душевно богаче и счастливее»; радость, которую получают от дружбы, неосязаема и неуловима; дружба включает и ответственность, и сопереживание, и отказ от чего-то личного. Согласно критику, Кашка олицетворяет присущее людям, но зачастую не реализующееся качество: он стремится к «всепоглощающей дружбе со всеми людьми, со всем человечеством». Эта «воля к дружбе» оказывается настолько сильной, что его друзьями становятся не только смешные челотяпики, но и «веселые добрые люди» из поездов «с хорошими песнями», и Володя Новосёлов. Литературовед Е. Зубарева, комментируя серию «Библиотека пионера», характеризовала повесть как лиричное произведение, в котором «мир действительности и мечты» взаимосвязаны и которое рассказывает о мальчике с поэтическим мировосприятием; Кашка начинает познавать запутанность отношений между людьми. Зубарева отметила психологическую достоверность и романтичность в описании «смелости... мечтательности» героя и «беззаветности дружбы».
Литературовед О. Челюканова, рассматривая роль музыкальных образов в творчестве Крапивина, отметила в повести связь песенного и иронического, а также заключила, что песня помогает Кашке преодолеть одиночество и обрести «социальную и психологическую идентификацию», духовно повзрослеть. Моряки поют Кашке колыбельную с мотивами «суровой» морской романтики (песня про маяки), что побуждает ребёнка приходить на станцию ради «своих пассажиров», а впоследствии сочинить собственную песню про костёр. Как отмечала Челюканова, песня про маяки выполняет функцию метонимического переноса: когда мальчик встречает незнакомого Костю, он спрашивает про эту песню, которая оказывается своеобразным «маяком», указывающим Кашке на «своих людей». По характеристике кандидата филологических наук Н. Северовой, в повести присутствуют два типа героев: Володя и Кашка представляют, соответственно, Воина и Сказочника, Героя и Поэта; один ориентирован на реальную жизнь, другой стремится к созданию новой, достойной жизни; в последующих произведениях эти типажи были объединены Крапивиным в один образ главного героя. По мнению литературоведа И. Сергиенко, в образах Володи и Кашки, как и в образах героев первой части повести «Та сторона, где ветер» (1965) и повести «Валькины друзья и паруса» (1967), в каноническом виде создается и закрепляется типаж героя-протагониста, впоследствии получивший название «крапивинские мальчики».

## Экранизации
В 1974 году на Центральном телевидении (Главная редакция программ для детей, телестудия «Орлёнок»; реж. Н. Зубарёва) был поставлен телеспектакль «Оруженосец Кашка». Н. Бармина в рецензии полагала, что история самоотверженного Кашки — «поэта и храбреца» — проста в той степени, в какой простыми являются верность и любовь; спектакль утверждает ценности внимательности и взаимопонимания. Бармина отметила игру шестилетнего Саши Далёкого, исполнителя роли Кашки: юный актёр демонстрирует в своей игре «тонкий лиризм и огромную внутреннюю сосредоточенность». По её мнению, финал спектакля и хороший, и тревожный одновременно, поскольку заставляет задуматься о дальнейшей судьбе Кашки. Кинокритик Н. Зеленко посчитала спектакль добрым и трогательным, сочетающим в себе развлекательное представление и тонкий психологизм. Критик положительно оценила работу Н. Зубарёвой, в том числе и с детьми-актёрами, что выразилось в удачной игре исполнителей главных ролей — Саши Далёкого и Коли Паняева. Зеленко отметила режиссёрскую «глубину анализа», изобретательность, «тонкость и ...интеллигентность» и обратила внимание на визуальную составляющую: атмосферу праздника, многообразие красок, всевозможные атрибуты рыцарского турнира (эмблемы, костюмы, луки, доспехи).  
Спектакль считается утраченным с 1990 года.

## Издания

### Журнальные публикации
- Крапивин В. Оруженосец Кашка // Пионер. — М. : Правда, 1966. — № 5. — С. 4—20. — Главы 1—4. Рис. Е. Медведева. — 660 000 экз.
- Крапивин В. Оруженосец Кашка // Пионер. — М. : Правда, 1966. — № 6. — С. 4—18. — Главы 5—7. Рис. Е. Медведева. — 660 000 экз.
- Крапивин В. Оруженосец Кашка // Пионер. — М. : Правда, 1966. — № 7. — С. 21—29. — Главы 8—10. Рис. Е. Медведева. — 650 000 экз.

### Книжные издания
- Крапивин В. Оруженосец Кашка. — Свердловск : Средне-Уральское кн. изд-во, 1966. — 128 с. — Худ. Л. Полстовалова. — 50 000 экз.
- Крапивин В. Оруженосец Кашка. — М. : Детская литература, 1969. — 144 с. — Худ. Е. Медведев. — 100 000 экз.
- Крапивин В. Оруженосец Кашка // Библиотека пионера (Избранные повести и рассказы). Том 3. — М. : Детская литература, 1972. — С. 555—689. — Худ. Е. Медведев. — 200 000 экз.
- Крапивин В. Оруженосец Кашка. — М. : Детская литература, 1980. — 144 с. — Худ. Е. Медведев. — 300 000 экз.
- Крапивин В. Оруженосец Кашка // Библиотека мировой литературы для детей. Том 30, книга 3. — М. : Детская литература, 1987. — С. 409—500. — Худ. Е. Медведев. — 407 000 экз. — ISBN 5-08-001322-2.
- Крапивин В. Оруженосец Кашка // Избранное. Том 1. — М. : Детская литература, 1989. — С. 7—122. — (Владислав Крапивин. Избранное в двух томах). — Илл. Е. Медведева. — 100 000 экз. — ISBN 5-08-000482-7.
- Крапивин В. Оруженосец Кашка // Собрание сочинений в девяти томах. Том 3. — Екатеринбург : Независимое издательское предприятие «91», 1992. — С. 5—108. — (Владислав Крапивин. Собрание сочинений в девяти томах). — Илл. П. Крапивина. — 100 000 экз.
- Крапивин В. Оруженосец Кашка // Мушкетер и фея. — Н. Новгород : Нижкнига, 1994. — С. 5—116. — (Владислав Крапивин). — Илл. Е. Медведева. — 50 000 экз. — ISBN 5-87645-008-1.
- Крапивин В. Оруженосец Кашка. — М. : РОСМЭН, 1999. — 143 с. — (Читаем в школе и дома). — 12 000 экз. — ISBN 5-257-00840-8.
- Крапивин В. Оруженосец Кашка // Собрание сочинений. Книга 24. Та сторона, где ветер. — М. : Центрполиграф, 2000. — С. 7—140. — (Владислав Крапивин. Собрание сочинение в 30 томах). — Илл. А. Медведева. — 10 000 экз. — ISBN 5-227-01234-2.
- Крапивин В. Оруженосец Кашка // Мушкетер и фея. — М. : Дрофа-Плюс, 2004. — С. 3—148. — (Круг чтения. Приключения и фантастика). — 10 000 экз. — ISBN 5-9555-0386-2.
- Крапивин В. Оруженосец Кашка // Оруженосец Кашка. — М. : Эксмо, 2006. — С. 5—168. — (Детская библиотека). — Авторский сборник. Илл. Е. Стерлиговой. — 5100 экз. — ISBN 978-5-699-11996-7.
- Крапивин В. Оруженосец Кашка // Тень Каравеллы. — М. : Эксмо, 2006. — С. 257—382. — (Владислав Крапивин). — 5000 + 3000 экз. — ISBN 5-699-16480-4.
- Крапивин В. Оруженосец Кашка. — Классные и внеклассные приключения. — М. : Золотые книги, 1988.
- Крапивин В. Оруженосец Кашка. — М. : Оникс 21 век, 2010. — 192 с. — (Библиотека российского школьника). — Илл. Е. Медведева. — 5000 экз. — ISBN 978-5-488-02788-6.
- Крапивин В. Оруженосец Кашка. — М. : Оникс-Лит, 2013. — 192 с. — (Библиотека российского школьника). — Илл. Е. Медведева. — 4000 экз. — ISBN 978-5-4451-0135-2.
- Крапивин В. Оруженосец Кашка. — М. : Махаон, Азбука-Аттикус, 2013. — 160 с. — (Классное внеклассное чтение). — Илл. С. Гаврилова. — 7000 экз. — ISBN 978-5-389-03725-0.
- Крапивин В. Оруженосец Кашка. — М. : Издательский Дом Мещерякова, 2013. — 304 с. — (БИСС. Крапивин). — Илл. Е. Медведева. — 7000+3000 экз. — ISBN 978-5-91045-614-7.
- Крапивин В. Оруженосец Кашка. — М. : Махаон, Азбука-Аттикус, 2013. — 160 с. — (Классная классика). — Илл. С. Гаврилова. — 5000 экз. — ISBN 978-5-389-05981-8.
- Крапивин В. Оруженосец Кашка. — М. : Искательпресс, 2016. — 112 с. — (Школьная библиотека). — Илл. А. Симанчука. — 3000 экз. — ISBN 978-5-906775-83-2.
- Крапивин В. Оруженосец Кашка. — М. : Энас-книга, 2017. — 192 с. — (Пятая четверть). — Илл. Е. Карпопич. — 4000 экз. — ISBN 978-5-91921-523-3.
- Крапивин В. Оруженосец Кашка. — М. : Издательский Дом Мещерякова, 2017. — 144 с. — (Избранное. Книги Крапивина Владислава Петровича). — Илл. Е. Медведева. — 5000 экз. — ISBN 978-5-00108-183-8.
- Крапивин В. Оруженосец Кашка. — М. : Махаон, Азбука-Аттикус, 2018. — 160 с. — (Классная классика). — Илл.  В. Долгова. — 4000 экз. — ISBN 978-5-389-11988-8.
- Крапивин В. Оруженосец Кашка. — М. : Искатель, 2018. — 128 с. — (Школьная классика). — Илл. А. Симанчука. — ISBN 978-5-906998-06-4.
- Крапивин В. Оруженосец Кашка. — М. : Детская литература, 2018. — 174 с. — (Наша марка). — Илл.  Е. Медведева. — ISBN 978-5-08-005558-4.
- Крапивин В. Оруженосец Кашка. — М. : РОСМЭН, 2018. — 160 с. — (Внеклассное чтение). — Илл. А. Тамбовкина. — +12 000 экз. — ISBN 978-5-353-08300-9.
- Крапивин В. Оруженосец Кашка. — М.: Лабиринт Пресс, 2020. — 216 с. — (Иллюстрированная библиотека фантастики и приключений). — 5000 экз. — ISBN 978-5-9287-3190-8.
- Крапивин В. Оруженосец Кашка. — М.: Лабиринт Пресс, 2020. — 216 с. — (Друзья-приятели). — ISBN 978-5-9287-3156-4.
- Крапивин В. П. Оруженосец Кашка: повесть / худ. В. Долгов, вступ. ст. Д. Рогожкина. — М.: Махаон, Азбука-Аттикус, 2021. — 160 с. — (Чтение — лучшее учение). — 8000 экз. — ISBN 978-5-389-20095-1.
- Крапивин В. П. Оруженосец Кашка / худ. В. Долгов. — М.: Махаон, 2021. — 160 с. — (Яркая ленточка). — 10 000 экз. — ISBN 978-5-389-20320-4.
- Крапивин В. Оруженосец Кашка. — М. : Энас-книга, 2021. — 160 с. — (Детвора). — Илл. Е. Карпопич. — 3000 экз. — ISBN 978-5-91921-832-6.
- Крапивин В. Оруженосец Кашка // Оруженосец Кашка и другие истории. — М. : АСТ, 2021. — С. 7—202. — (Золотая классика — детям!). — 3000 экз. — ISBN 978-5-17-137168-5.
- Крапивин В. Оруженосец Кашка // Истории из жизни Джонни Воробьева. — М. : АСТ, 2022. — (Большая детская библиотека). — Худ. Г. Мазурин. — 5000 экз. — ISBN 978-5-17-149525-1.

### Зарубежные издания
- Krapiwin W. Dzielny giermek Kaszka :  [польск.]. — Warszawa : Nasza Księgarnia, 1969. — 188 с. — Пер. H. Ozogowska, худ. М. Квач. — 20 277 экз.
- Krapivin W. Za fialovym sipem :  [чеш.]. — Praha : Lidové nakladatelství, 1973. — 200 с. — Пер. E. Dolejsova, худ. Ю. Ржига. — 25 000 экз.
- Krapiwin W. Der Pfeil in der Birke :  [нем.]. — Berlin : Kinderbuchverlag, 1974. — 222 с. — Пер. L.Remane, худ. E.Klein. 2-е изд.: 1976.